# ثقافة كندا
ثقافة كندا عبارة عن مصطلح يشير إلى العناصر الفنية والموسيقية والأدبية والطهوية والسياسية والاجتماعية التي تعبر عن كندا والشعب الكندي، ليس فقط بالنسبة لساكني الدولة، بل للأشخاص من جميع أنحاء العالم. وعلى مر التاريخ، تأثرت الثقافة الكندية بـ الثقافة الأوروبية وتقاليدها، وبخاصة الثقافة البريطانية والفرنسية، فضلًا عن التأثر بـ ثقافاتها الأصلية. ومع مرور الزمن، أصبحت عناصر ثقافات السكان المهاجرين من كندا مدمجة في الثقافة الكندية السائدة. وفيما بعد، تأثرت أيضًا بالثقافة الأمريكية، نظرًا لاشتراكهما في نفس اللغة، ودرجة القرب وكذا الهجرة بين البلدين.
وعادةً ما تتميز كندا بأنها دولة «متقدمة للغاية ومتنوعة ومتعددة الثقافات». وتعمل السياسات التي تتبناها الحكومة الكندية، مثل نظام الرعاية الصحية الممول من القطاع العام، وفرض الضرائب الأعلى والأكثر تصاعدية، وحظر عقوبة الإعدام، وبذل جهود حثيثة للقضاء على الفقر، والتركيز على التنوع الثقافي، وفي الآونة الأخيرة إضفاء الطابع القانوني على زواج المثليين، بمثابة مؤشرات اجتماعية للقيم السياسية والثقافية في كندا.
لقد كان لـ الحكومة الفيدرالية الكندية تأثير ملحوظ على الثقافة الكندية، إلى جانب القوانين والبرامج والمؤسسات. وبهذا، اتجهت نحو إنشاء المؤسسات الحكومية التي تعزز الثقافة الكندية من خلال وسائل الإعلام، مثل هيئة الإذاعة الكندية (CBC) والمجلس الكندي الوطني للفيلم (NFB)، فضلًا عن دعمها للعديد من الفعاليات التي تعتقد أنها قد تسهم في تعزيز التقاليد الكندية. كذلك، حاولت تلك الحكومة جاهدةً حماية الثقافة الكندية من خلال فرض الحدود الأدنى القانونية على المحتويات الكندية التي تبث عبر العديد من وسائل الإعلام، مستخدمةً هيئات مثل لجنة الإذاعة والتليفزيون والاتصالات الكندية (CRTC).

## العناصر الثقافية

### المؤثرات

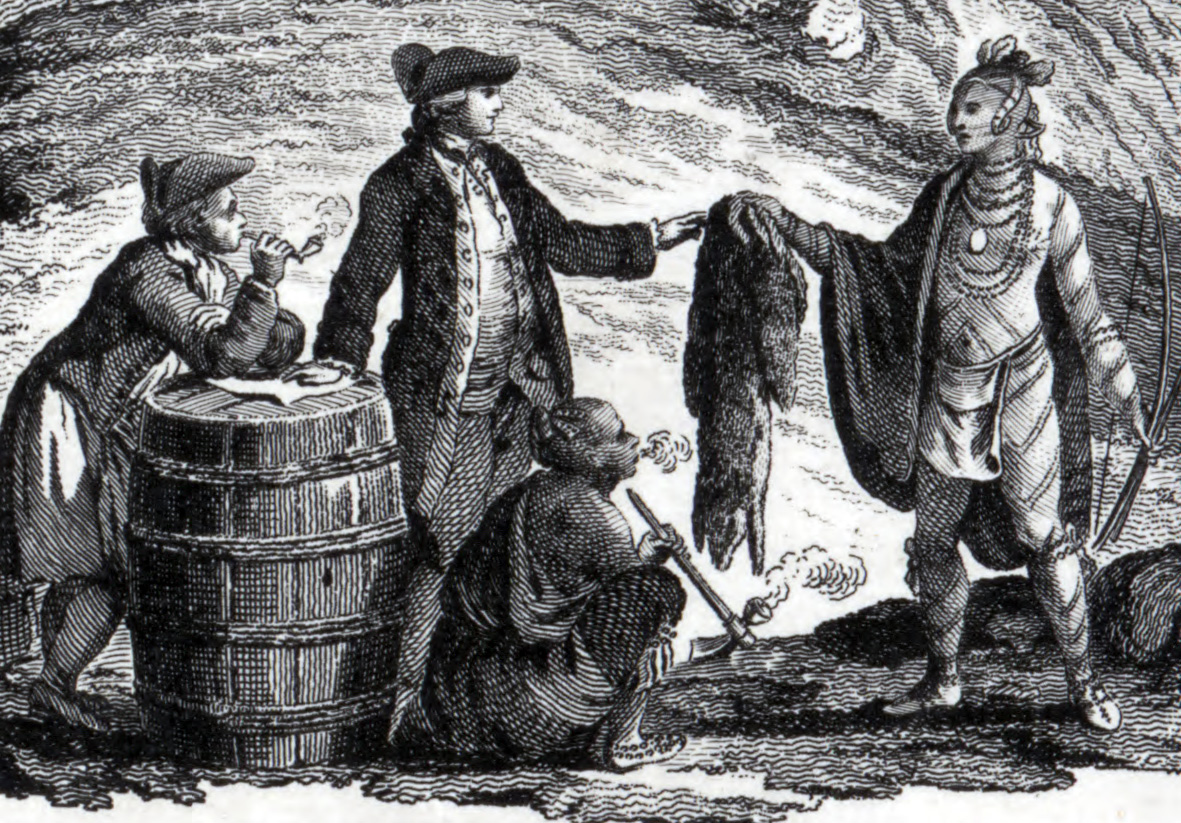
تجار الفراء خلال مزاولتهم لأعمالهم بريشة كلود سوتيير (1777)

منذ آلاف السنين، كانت كندا مأهولة من قبل السكان الأصليين المنتمين لجماعات متنوعة ولثقافات مختلفة وللعديد من التجمعات اللغوية الرئيسية. على الرغم من عدم خلو التفاعلات الأوروبية المبكرة مع الأمم الأولى ومع شعب الإنويت من الصراع وسفك الدماء، يمكن القول بأن تلك التفاعلات، في المنطقة التي يطلق عليها اليوم اسم كندا، كانت سلمية. كان للأمم الأولى وشعوب الميتي دورًا جوهريًا في تطوير المستمعرات الأوروبية في كندا، لا سيما من خلال مساعدتهم لكورير دا بواه، وللرحالة الأوروبيين، في رحلات تجارة الفراء في أمريكا الشمالية. سمحت هذه الفترة من التاريخ الكندي التي تتسم بالسلام النسبي بين الكنديين الأصليين والأوروبيين، في أن يكون للأوروبيين تأثير دائم على الثقافة الوطنية الكندية. على مدى ثلاثة قرون، دخلت أعداد لا تحصى من الكلمات والاختراعات والمفاهيم والألعاب للثقافة الكندية، وأصبحت جزءًا لا يتجزء من العرف الكندي ولغات كندا. تمتلك العديد من الأماكن في كندا، سواءً كانت مناطق طبيعية، أو مساكن بشرية، أسماء مستمدة من لغات الشعوب الأصلية. كلمة «كندا» بحد ذاتها مشتقة من كلمة في لغة القديس لورنس الإيروكوانية، بمعنى «قرية» أو «مستوطنة»، وكلمة «أوتاوا»، التي تشير إلى عاصمة كندا، مستمدة من كلمة «آداوي، adawe» باللغة الألغونكونية، بمعنى «تجارة».
استقر الفرنسيون، في بادئ الأمر، في فرنسا الجديدة على طول شاطئ المحيط الأطلسي، وشاطئ نهر سانت لورانس خلال الجزء الأول من القرن السابع عشر. جلب الفتح البريطاني لفرنسا الجديدة، خلال منتصف القرن الثامن عشر، 70 ألف ناطقٍ باللغة الفرنسية تحت الحكم البريطاني، ما خلق حاجة للوصول إلى حل وسط، وتسوية. جلبت هجرة ما يقارب 40 إلى 50 ألف موالٍ للإمبراطورية المتحدة من المستعمرات الثلاث عشر خلال الثورة الأمريكية (بين عامي 1775 و 1783) تأثيرات استعمارية أمريكية إلى كندا. بعد حرب 1812، وصلت موجة كبيرة من المستوطنين الأيرلنديين والاسكتلنديين والإنجليز إلى كندا العليا وكندا السفلى.
ساعدت القوات الكندية والمشاركة المدنية الشاملة في الحربين العالميتين الأولى والثانية في تعزيز القومية الكندية. مع ذلك، أبرزت أزمات التجنيد الإلزامي، في عامي 1917 و 1944، الفجوة الكبيرة في الانتماءات الإثنية بين الناطقين باللغة الإنجليزية من جهة، والناطقين باللغة الفرنسية من جهة أخرى. أصبحت الحكومة الكندية، بسبب الحربين العالميتين الأولى والثانية، أكثر حزمًا وأقل احترامًا للسلطة البريطانية. حتى أربعينيات القرن العشرين، كانت كندا تعتبر نفسها إنجليزية وفرنسية من حيث الهويات الثقافية واللغوية والسياسية، وتبنت، إلى حد ما، ثقافة السكان الأصليين.
عُدلت القيود الشرعية على الهجرة (كقانون الرحل المستمرة، وقانون الهجرة الصينية لعام 1923) التي فضلت المهاجرين البريطانيين والأمريكيين وغيرهم من الأوروبيين (الهولنديين والألمانيين والإيطاليين والبولنديين والسويديين والأوكرانيين) على غيرهم، خلال فترة ستينات القرن العشرين، ما تسبب بتدفق أعداد كبيرة من المهاجرين متنوعي الجنسيات من آسيا وأفريقيا ومنطقة البحر الكاريبي. بحلول نهاية القرن العشرين، تزايدت أعداد المهاجرين القادمين من الصين والهند وفيتنام ولبنان وجامايكا والفليبين وهايتي. منذ عام 2006، نمت كندا لتضم أربعًا وثلاثين مجموعة عرقية حوت كل منها ما لا يقل عن مئة ألف عضو، وتضمن 11 مجموعة منها مليون شخص على الأقل، إضافة للعديد من المجموعات العرقية الأخرى ممثلة بأعداد أقل من ذلك. يُعرّف 16.2% من سكان كندا عن أنفسهم بأنهم أقلية ظاهرة. يدعم الشعب الكندي والأحزاب السياسية الرئيسية في كندا الهجرة. 

#### تنمية الثقافة الشعبية
لعبت موضوعات ورموز الرواد والصيادين والتجار دورًا مهمًا في التطور المبكر للثقافة الكندية. يمكن تتبع الثقافة الكندية الحديثة، حسب مفهومها اليوم، إلى حقبة التوسع غربًا وبناء الدولة. شملت العوامل المساهمة في تنمية الثقافة الشعبية كلًا من الجغرافيا والمناخ والتركيب الاجتماعي الفريد لكندا. طُورت في كندا، باعتبارها بلدًا بارد بشكل عام وليالي الشتاء فيها طويلة خلال أغلب أيام السنة، بعض الأنشطة الترفيهية الفريدة خلال تلك الفترة، بما في ذلك الهوكي، وتبنى السكان الجدد للبلاد لعبة لاكروس الصيفية الخاصة بالسكان الأصليين.
بحلول القرن التاسع عشر، توصل الكنديون إلى اعتقاد مفاده بأنهم يمتلكون «شخصية شمالية» فريدة من نوعها، بسبب اتسام مناخ البلاد بشتاء قاسٍ وطويل لا يتمكن من النجاة منه إلا من يتمتع بجسدٍ وعقل متينين. اعتُمدت الصلابة كصفة للكنديين، وقُيمت ألعاب التزلج الريفي على الجليد والسير على الثلوج، التي تعكس صفة الصلابة، على أنها كندية بشكل خاص. خلال تلك الفترة، حاولت الكنائس توجيه الأنشطة الترفيهية، من خلال الوعظ ضد شرب الكحول، وجدولة الإحياءات الدينية السنوية وأنشطة النوادي الأسبوعية. تميزت كندا، التي تمتلك معظم عائلات الطبقة الوسطى فيها اليوم آلة موسيقية أو بيانو ويشتمل التعليم النظامي فيها على تعليم أساسيات الموسيقى، بإنتاج أغانٍ أصلية فريدة. غالبًا ما جاءت هذه التحركات كاستجابة لأحداث جديرة بالملاحظة، وأُجبر القائمون على المناسبات والاحتفالات الوطنية، في أغلب الحالات، على عزف أو تشغيل مقطوعة موسيقية من نوع معين.
بحلول عام 1930، لعب الراديو دورًا رئيسيًا في توحيد الكنديين خلف فرقهم المحلية أو الإقليمية. تأثرت المناطق الريفية –بشكل خاص- بالتغطية الرياضية، وبالترويج للأساطير الوطنية. يعبر الكنديون عن انتمائهم الوطني، بعيدًا عن مجالي الرياضة والموسيقى، من خلال عملهم الجاد ودعوتهم للسلم والتنظيم والتهذيب.

### الثقافة السياسية

#### التشريع الثقافي التاريخي
كان التطور المبكر لكندا الفرنسية متماسكا نسبيًا خلال القرنين السابع عشر والثامن عشر، وهو ما تم الحفاظ عليه بموجب قانون كيبيك لعام 1774، الذي سمح للروم الكاثوليك بتولي مناصب في الدولة وبممارسة شعائر دينهم. في عام 1876، كان يُعتقد بأن وثيقة الدستور تلبي الدعوات المتزايدة للحكم الذاتي الكندي مع تجنب اللامركزية القوية التي ساهمت في إشعال الحرب الأهلية في الولايات المتحدة. وضعت التسويات، التي تم التوصل إليها في هذه الفترة بين آباء الفيدرالية الناطقين باللغة الإنجليزية من جهة وأولئك الناطقين باللغة الفرنسية من جهة أخرى، كندا على طريق ثنائي اللغة ساهم في قبول المجتمع لتنوعه. تتمتع كلا اللغتين، الإنجليزية والفرنسية، بحماية دستورية محدودة منذ عام 1867، وحصلتا على مركز رسمي كامل في البلاد بحلول عام 1969. تضمن المادة 133 من الوثيقة الدستورية لعام 1867 (قانون أمريكا الشمالية البريطانية) إمكانية استخدام اللغتين في برلمان كندا. تبنت كندا أول قانون خاص باللغات في عام 1969، ما منح اللغتين الإنجليزية والفرنسية مكانة متساوية في الحكومة الكندية، وهو ما جعل منهما لغتين «رسميتين» في الدولة، إذ يفضّلهما الوضع القانوني لهما على جميع اللغات الأخرى المستخدمة في كندا.
قبل سن البرلمان الكندي للشرعة الكندية للحقوق في عام 1960 والميثاق الكندي للحقوق والحريات لعام 1982، لم تكن القوانين الكندية تقدم الكثير في مجال الحقوق المدنية، وعادة ما كانت هذه القضايا موضع اهتمام محدود من قبل المحاكم. ركزت كندا، منذ ستينات القرن العشرين على تحقيق المساواة والشمولية بين جميع سكانها. تم تبني التعددية الثقافية في كندا كسياسة رسمية للحكومة الكندية، وهي مكرسة في البند 27 من الميثاق الكندي للحقوق والحريات. في عام 1995، قضت المحكمة العليا في كندا، من خلال قضية إيفان ضد كندا، بوجوب «إضافة» التوجه الجنسي إلى القسم الخامس من الميثاق الكندي للحقوق والحريات، وهو جزء من الدستور الكندي يضمن المساواة في الحقوق لجميع الكنديين. بعد سلسلة من القرارات التي اتخذتها محاكم المقاطعات، والمحكمة العليا الكندية، في 20 يوليو من عام 2005، حصل قانون الزواج المدني (مشروع قانون C-38) على موافقة ملكية، وقُنن بذلك زواج المثلين في كندا. علاوة على ذلك، أُدرج التوجه الجنسي كحالة محمية في قوانين حقوق الإنسان للحكومة الاتحادية ولجميع المقاطعات والأقاليم.

## وصلات خارجية
- Canadian Heritage
- Culture.CA نسخة محفوظة 2 مارس 2008 على موقع واي باك مشين.: Canadian cultural portal online
- CRTC Canadian Content